# Майское (Северо-Казахстанская область)
Майское (каз. Майское) — село в Акжарском районе Северо-Казахстанской области Казахстана. Административный центр и единственный населённый пункт Майского сельского округа. Код КАТО — 593441100.

## География
Расположено около озера Улькен-Карой.

## Население
В 1999 году население села составляло 1119 человек (563 мужчины и 556 женщин). По данным переписи 2009 года в селе проживало 556 человек (281 мужчина и 275 женщин).